# Ларвотто
Ларвотто́ (фр. Le Larvotto, итал. Larvotto или Larvotto Terano) — один из современных районов Княжества Монако. Образовался в результате деления городского района Монте-Карло. Площадь — 336 796 м². Население 5091 чел. (по данным на 2008 г.). Ларвотто известен своим одноимённым пляжем — единственным в городе.